# 广惠街道
广惠街道，是中华人民共和国贵州省黔南布依族苗族自治州都匀市下辖的一个街道办事处。
2014年4月14日，贵州省人民政府批复同意都匀市部分乡镇行政区划调整；2014年5月13日，黔南州人民政府批复同意设置广惠街道办事处。新的广惠街道辖原小围寨街道的西园村、原广惠街道的广惠社区、环西社区、东山社区、平桥社区、西苑社区、大西门社区、钓鱼台社区、石板街社区。

## 行政区划
广惠街道下辖以下地区：
广惠社区、大西门社区、平桥社区、钓鱼台社区、东山社区、石板街社区、西苑社区、剑北社区、环西社区和西园村。